# Port-Lesney
Port-Lesney è un comune francese di 596 abitanti situato nel dipartimento del Giura nella regione della Borgogna-Franca Contea.

## Società

### Evoluzione demografica
Abitanti censiti